# Schlossmuseum (Arnstadt)
Het Schlossmuseum is een museum in Arnstadt in de Duitse deelstaat Thüringen. Te zien zijn een poppenverzameling, een collectie over de componist Johann Sebastian Bach en kunstbezittingen die van bewoners van het slot zijn geweest.
De oprichting van het museum vond in 1930 plaats toen dit nog het Neue Palais werd genoemd. Het bestond in eerste instantie uit de poppencollectie met de naam Poppenstad Mon Plaisir die ook nu nog een centrale plaats heeft. Deze collectie telt 391 figuren die deel uitmaken van 82 taferelen. Er zijn taferelen te zien van apothekers, ambachtslieden, bedelaars, nonnen, hofdames, vorsten en meer, die samen een indruk geven van het leven van drie eeuwen terug.
Daarnaast wordt er inzicht gegeven in het leven en werk van Bach en andere familieleden. Bach werkte van 1703 tot 1707 in Arnstadt en had er zijn eerste aanstelling als organist. Ook andere familieleden hebben in Arnstadt gespeeld. Een historisch stuk in het museum is een orgel uit 1703 dat voor de Neue Kirche gebouwd werd door Johann Friedrich Wender en waarop Bach heeft gespeeld. Daarnaast zijn er hoorpunten in het museum aangelegd waar naar de muziek van Bach kan worden geluisterd.
Het slot werd van 1729 tot 1734 gebouwd in barokke stijl in opdracht van Günther I von Schwarzburg-Sondershausen. Het diende toen als winterslot voor zijn vrouw. Al tijdens hun leven werden er op het slot kunstverzamelingen bewaard. Ook deze zijn nog steeds in het bezit van het museum. Hiertoe behoren onder meer een spiegelkabinet en een verzameling van porselein uit China en Japan die rond het jaar 1700 werd aangeschaft.